# Manilkara
Manilkara Adans. è un genere di piante della famiglia delle Sapotacee, con distribuzione pantropicale.

## Tassonomia
Il genere comprende le seguenti specie:
- Manilkara adolfi-friederici (Engl. & K.Krause) H.J.Lam
- Manilkara bequaertii (De Wild.) H.J.Lam
- Manilkara bidentata (A.DC.) A.Chev.
- Manilkara boivinii Aubrév.
- Manilkara bolivarensis T.D.Penn.
- Manilkara butugi Chiov.
- Manilkara capuronii Aubrév.
- Manilkara casteelsii (De Wild.) H.J.Lam
- Manilkara cavalcantei Pires & Rodr. ex T.D.Penn.
- Manilkara celebica H.J.Lam
- Manilkara chicle (Pittier) Gilly
- Manilkara concolor (Harv.) Gerstner
- Manilkara dardanoi Ducke
- Manilkara dawei (Stapf) Chiov.
- Manilkara decrescens T.D.Penn.
- Manilkara discolor (Sond.) J.H.Hemsl.
- Manilkara dissecta (L.f.) Dubard
- Manilkara doeringii (Engl. & K.Krause) H.J.Lam
- Manilkara dukensis (Engl. & K.Krause) H.J.Lam
- Manilkara elata (Allemão ex Miq.) Monach.
- Manilkara excelsa (Ducke) Standl.
- Manilkara excisa (Urb.) H.J.Lam
- Manilkara fischeri (Engl.) H.J.Lam
- Manilkara fouilloyana Aubrév. & Pellegr.
- Manilkara frondosa (Hiern) H.J.Lam
- Manilkara gonavensis (Urb. & Ekman) Gilly ex Cronquist
- Manilkara hexandra (Roxb.) Dubard
- Manilkara hoshinoi (Kaneh.) P.Royen
- Manilkara huberi (Ducke) Standl.
- Manilkara ilendensis (Engl.) H.J.Lam
- Manilkara inundata (Ducke) Ducke
- Manilkara jaimiqui (C.Wright ex Griseb.) Dubard
- Manilkara kanosiensis H.J.Lam & B.Meeuse
- Manilkara kauki (L.) Dubard
- Manilkara koechlinii Aubrév. & Pellegr.
- Manilkara kribensis (Engl.) H.J.Lam
- Manilkara kurziana H.J.Lam & B.Meeuse
- Manilkara letestui Aubrév. & Pellegr.
- Manilkara letouzeyi Aubrév.
- Manilkara littoralis (Kurz) Dubard
- Manilkara longifolia (A.DC.) Dubard
- Manilkara longistyla (De Wild.) C.M.Evrard
- Manilkara lososiana Kenfack & Ewango
- Manilkara mabokeensis Aubrév.
- Manilkara maxima T.D.Penn.
- Manilkara mayarensis (Ekman ex Urb.) Cronquist
- Manilkara microphylla Aubrév. & Pellegr.
- Manilkara mochisia (Baker) Dubard
- Manilkara multifida T.D.Penn.
- Manilkara nicholsonii A.E.van Wyk
- Manilkara obovata (Sabine & G.Don) J.H.Hemsl.
- Manilkara paraensis (Huber) Standl.
- Manilkara pellegriniana Tisser. & Sillans
- Manilkara perrieri Aubrév.
- Manilkara pleeana (Pierre ex Baill.) Cronquist
- Manilkara pubicarpa Monach.
- Manilkara roxburghiana (Wight) Dubard
- Manilkara rufula (Miq.) H.J.Lam
- Manilkara sahafarensis Aubrév.
- Manilkara salzmannii (A.DC.) H.J.Lam
- Manilkara samoensis H.J.Lam & B.Meeuse
- Manilkara sansibarensis (Engl.) Dubard
- Manilkara seretii (De Wild.) H.J.Lam
- Manilkara sideroxylon (Griseb.) Dubard
- Manilkara smithiana H.J.Lam & Maas Geest.
- Manilkara spectabilis (Pittier) Standl.
- Manilkara staminodella Gilly
- Manilkara suarezensis Aubrév.
- Manilkara subsericea (Mart.) Dubard
- Manilkara sulcata (Engl.) Dubard
- Manilkara sylvestris Aubrév. & Pellegr.
- Manilkara triflora (Allemão) Monach.
- Manilkara udoido Kaneh.
- Manilkara valenzuelana (A.Rich.) T.D.Penn.
- Manilkara vitiensis (H.J.Lam & Olden) B.Meeuse
- Manilkara zapota (L.) P.Royen
- Manilkara zenkeri Lecomte ex Aubrév. & Pellegr.